# Черепнін Лев Володимирович
Ле́в Володими́рович Черепні́н (рос. Ле́в Влади́мирович Черепни́н; *(30 березня (12 квітня) 1905, Рязань — 12 червня 1977, Москва) — радянський історик, фахівець в області російської історії епохи феодалізму, джерелознавства, історіографії, спеціальних історичних дисциплін. Академік АН СРСР (1972). Лауреат Державної премії СРСР (1981, посмертно).

## Біографія

### Освіта та вчені ступені
Навчався в Гімназії Репман, де викладав його батько; потім — у Рязанському педагогічному інституті (1921–1922); слухав лекції на факультеті суспільних наук Московського університету, куди його не приймали як повноправного студента через непролетарського походження. Навчався у Сергія Бахрушина, Олексія Яковлєва, Дмитро Петрушевского. У 1925 році екстерном склав іспити за університетський курс і з 1926 року навчався в аспірантурі Інституту історії РАНІОН, яку успішно закінчив у 1929 році.
Кандидат історичних наук (1942, тема дисертації: «Давньоруська церковна феодальна вотчина XIV–XVI ст.»). Доктор історичних наук (1947, тема дисертації: «Російські феодальні архіви XIV–XV століть»). Доцент (1944), професор (1947).

### Початок наукової діяльності, арешт
Під час навчання в аспірантурі разом з Степаном Веселовським брав участь в обробці вотчинного архіву Троїце-Сергієвої лаври. З 1929 працював помічником завідувача відділу рукописів Державної бібліотеки імені В. І. Леніна.
У листопаді 1930 заарештований у справі так званого «Всенародного союзу боротьби за відродження вільної Росії». Був засуджений до трьох років позбавлення волі, ув'язнення відбував на двинських каменедробарках в Північному краї. В 1933 був звільнений, повернувся до Москви, де був змушений займатися тимчасовою роботою у видавництвах, живучи на квартирах у родичів і знайомих (офіційно Черепніна як раніше судимому було заборонено проживати в столиці).
З 1936 працював з тимчасового договором в Інституті історії АН СРСР. В 1941–1942 працював вчителем у середній школі.

### Викладацька діяльність
З лютого 1942 працював завідувачем кабінету, потім викладачем джерелознавства кафедри допоміжних історичних дисциплін Історико-архівного інституту. За час роботи в інституті захистив кандидатську та докторську дисертації, став співавтором підручника з палеографії.
В 1948 діяльність (став на той час професором) Черепніна була піддана різкій критиці, на Вченій раді в доповіді директора інституту його праці були оголошені безідейними, науково-безплідними і віддають перевагу формальних моментів, а не діалектичної логіки. В 1949 він вдруге був підданий «опрацюванні» — цього разу на загальних зборах співробітників інституту — і був змушений його покинути.
У 1944-1960 викладав за сумісництвом в Московському державному університеті, читав загальні та спеціальні курси з вітчизняної історії, джерелознавства, історіографії, керував дипломниками та аспірантами. В 1946–1952 читав курс лекцій з історії СРСР в Московському державному інституті міжнародних відносин. Також викладав в Академії суспільних наук при ЦК КПРС.

### Дослідницька робота
З 1946 — старший науковий співробітник, з 1951 — завідувач сектором історії СРСР. З 1969 — завідувач відділом докапіталістичних формацій на території СРСР Інституту історії АН СРСР.
Професійно займався вивченням генезису феодалізму у східних слов'ян, освіти та характеру Руської держави, періоду феодальної роздробленості, соціально-економічних і політичних умов утворення та розвитку Російського централізованої держави, становлення станово-представницької монархії та її переростання в абсолютну, селянських воєн XVII—XVIII ст., культури та громадської думки Росії. Автор робіт в області історіографії та допоміжних історичних дисциплін. Один з перших радянських вчених, що почали розробку теоретичних і методологічних питань джерелознавства. Створив наукову школу в області медієвістики.
Аналізуючи процес централізації Російської держави, знаходив його економічні та соціальні підстави в аграрній сфері. Вважав, що загальний підйом сільського виробництва в результаті значної внутрішньої колонізації сприяв зміні, ущільненню мережі розселення та типів поселень в сільській місцевості. У свою чергу, це вело до еволюції відносин власності в світському та церковному секторах і до зміцнення на цій основі соціальної бази політичного об'єднання.
Вніс значний внесок у вивчення Земських соборів як станової-представницьких установ, у своїй монографії, що вийшла в 1978, ввів в обіг нові джерела, аналізував діяльність соборів у взаємозв'язку з соціальним та політичним контекстом, дав найбільш повну зведення з історії Земських соборів і близьких до них представницьких зборів. Як фахівець з історії Земських соборів, Черепнін обирався віце-президентом Міжнародної комісії з історії представницьких і парламентських установ.
За його ініціативою або за його участі вийшли в світ раніше неопубліковані праці вітчизняних істориків чи перевидані вже виходили в світ, але стали бібліографічною рідкістю роботи. Серед них: «Вибрані праці» Бориса Грекова в 5 томах (вийшло тільки 4), «Вибрані твори» Михайла Покровського в 4 книгах, «Наукові праці» С. В. Бахрушина в 4 томах, монографії Костянина Базилевича, Іссака Будовніца та ін. Був редактором перевидання «Історії Росії» Сергія Соловйова в 15 книгах (1959–1966).
Був членом бюро Національного комітету істориків Радянського Союзу. Лауреат Державної премії Молдавської РСР (1972), премії ім. Михайла Ломоносова (МДУ, 1957). Заслужений діяч науки РРФСР (1970).

## Сім'я
- Дід — Олексій Черепнін, агроном і історик, активно брав участь у роботі Рязанської архівної комісії.
- Батько — Володимир Черепнін, історик і юрист.
- Мати походила з родини священика, померла при пологах.

## Наукові праці
Автор понад 400 наукових робіт, у тому числі 30 великих публікацій джерел.
- Русские феодальные архивы XIV–XV вв. Ч. 1-2. М., 1948–1951. (рос.)
- Черепнин Л. В. Русская палеография. — М.: Издательство политической литературы, 1956. — 616 с. — 8000 экз. (в пер.) (рос.)
- Черепнин Л. В. Образование Русского централизованного государства в XIV–XV веках: Очерки социально-экономической и политической истории Руси. — М.: Издательство социально-экономической литературы, 1960. — 900 с. — 10 000 экз. (в пер.) (рос.)
- Древнерусское государство и его международное значение / Авторы: А. П. Новосельцев, В. Т. Пашуто, Л. В. Черепнин, В. П. Шушарин, Я. Н. Щапов. — М.: Наука, 1965. — 476 с. — 2200 экз. (в пер.) (рос.)
- Черепнин Л. В. Исторические взгляды классиков русской литературы. — М.: Мысль, 1968. — 384 с. — 16 500 экз. (в пер.) (рос.)
- Черепнин Л. В. Новгородские берестяные грамоты как исторический источник. — М.: Наука, 1969. — 440 с. — 2200 экз. (в пер., суперобл.) (рос.)
- Черепнин Л. В. Земские соборы Русского государства в XVI–XVII вв. — М.: Наука, 1978. — 416 с. — 4200 экз. (в пер.) (рос.)
- Вопросы методологии исторического исследования: Теоретические проблемы истории феодализма: Сборник статей. М., 1981. (рос.)
- Черепнин Л. В. Отечественные историки: XVIII–XX вв.: Сборник статей. — М.: Наука, 1984. — 344 с. — 4000 экз. (в пер.) (рос.)

відповідальний редактор
- Древнерусские княжеские уставы XI—XV вв. / Издание подготовил Я.Н. Щапов; [Ответственный редактор академик Л.В. Черепнин]; Академия наук СССР. Институт истории СССР. Москва: Наука, 1976.